# Neoplocaederus consocius
Neoplocaederus consocius es una especie de escarabajo longicornio del género Neoplocaederus, tribu Cerambycini, subfamilia Cerambycinae. Fue descrita científicamente por Pascoe en 1859.

## Descripción
Mide 26-29,25 milímetros de longitud.

## Distribución
Se distribuye por Sri Lanka.